# Mokugjo
A mokugjo (木魚 Hepburn: mokugyo; „moku” + „gjo” = ’fa’ + ’hal’) ütéssel megszólaltatott idiofon hangszer; fából faragott, gömbölyű, üreges résdob. Buddhista kolostorokban használják Japánban, de rokonai más Távol-keleti országokban is megtalálhatóak, főképp a mahájána buddhizmus elterjedési területén. A mokugjo őse a kínai mu-jü (木魚, pinjin: mùyú); rokonhangszerei a koreai moktak (목탁), a vietnámi mộc ngư. A nyugati zenében az ilyen típusú hangszer neve temple block.

## Leírása
A mokugjo egy darab fából van kifaragva nagyjából gömb alakúra. Hasonlít a gömbölyű csengettyűre, „pergőre”, ahhoz hasonlóan belül üregesre van megmunkálva, és széles szájra emlékeztető hasíték van rajta, ami a két végén kiszélesedik vagy kerek lyukba torkollik. A réssel átellenes oldalon egy faragott nyúlvány található, amely két sárkányt, halat (vagy sárkányfejű halat) ábrázol, melyek szájukban közösen tartanak egy golyó formájú tárgyat. E lények pikkelyes teste a hangszer gömbölyű testén is folytatódik.
Átmérője 7 cm-től 1–2 méterig terjedhet, anyaga hagyományosan az illatos, jól faragható kámforfa (Cinnamomum camphora), vagy más középkemény faanyag. Gyakran vörösre festik, lakkozzák. A hangszerhez fából készült, 20–50 cm hosszúságú puha fejű, vagy kemény, bunkóformájú verő tartozik.

## Hangképzése
A mokugjo a résdobok családjába tartozik, ütéssel szólaltatják meg. Megütéskor többféle deformációs rezgés alakul ki a testén, ezek közül a legintenzívebb az a hangvillaszerű vibrálás, amit a hangszernek a rése, „szája” által kettéosztott részei végeznek. A mokugjo belső ürege és nyílása Helmholtz-rezonátorként működik, amelyet a hangszerkészítő – az üreg vagy a száj tágításával – ennek a legerősebb rezgési módnak a frekvenciájára igyekszik behangolni. A puha fejű verő ezt a meghatározható magasságú alaprezgést gerjeszti elsősorban, a keményebb ütők semlegesebb, ugyanakkor gazdagabb hangot keltenek.

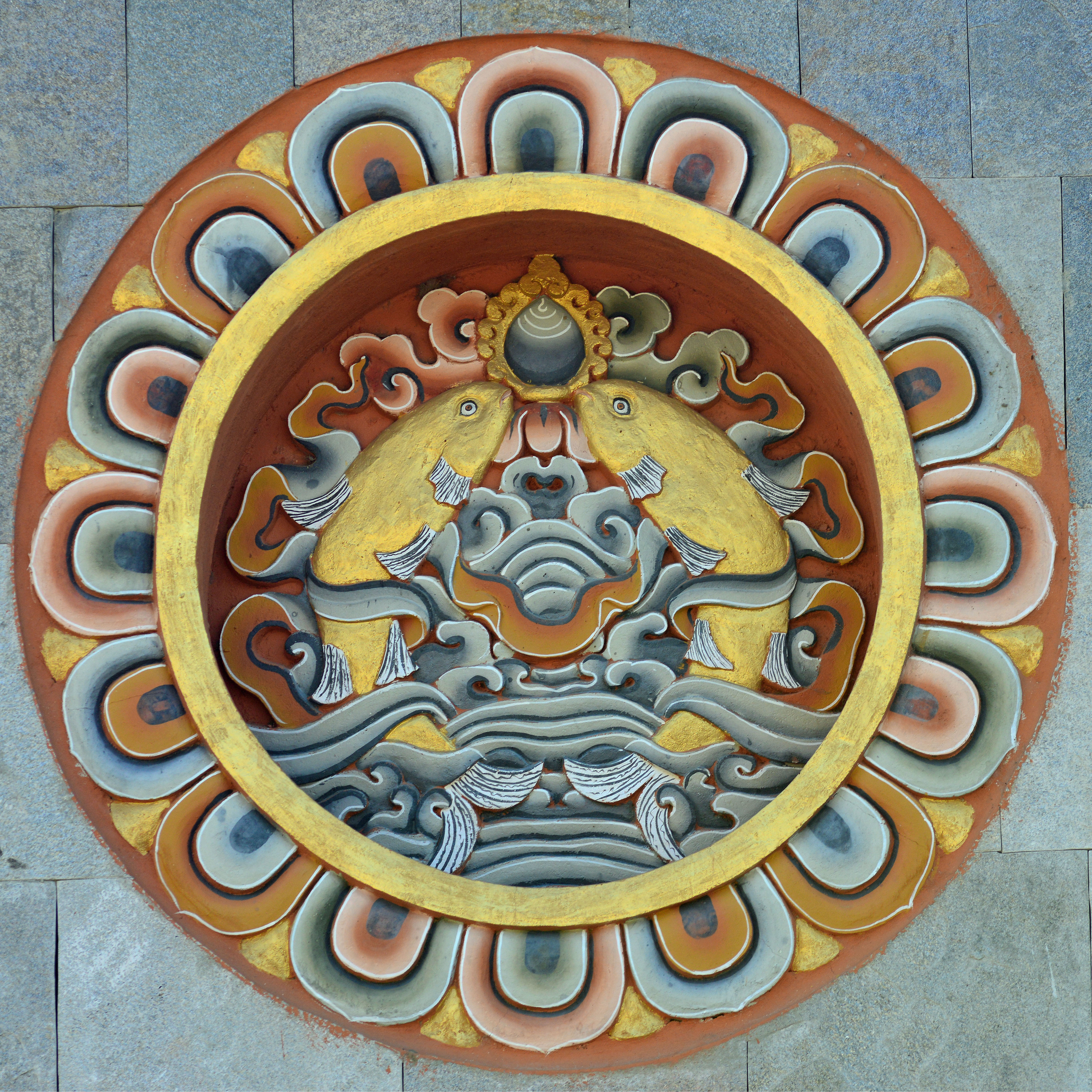
A két aranyhal mint szerencseszimbólum

## Szimbolikája
A mokugjo szó (mint a kínai mu-jü is) szó szerint fából készült halat jelent. A hal a buddhizmusban gyakori szimbólum. A halnak mindig nyitva a szeme, emiatt az ébrenlét, az éber meditáció, sőt, a megvilágosodás jelképe. A nagy, kerek szem, mely a zavaros vízen is átlát, a mindenen áthatoló megismerésre utal, ami legyőzi az illúziót és az elfogultságot.
A hal az astamangala, a buddhizmus szerencseszimbólumai között is szerepel. A két aranyhal ábrázolása, amely a Gangesz és a Jamuna folyókhoz kapcsolódik, boldogságot, termékenységet és bőséget jelent. A mokugjo fogantyúszerű részét alkotó halak egy értelmezés szerint a Dharma gyöngyszemét tartják szájukban.

## Használata
A mokugjót és rokonhangszereit elsősorban a zen és a Tiszta Föld buddhizmus kolostoraiban használják meditáció közben, szútrák, mantrák recitálásakor, Amitábha buddha nevének ismételgetése során, vagy légzőgyakorlatokon. Mindig egyetlen ütővel szólaltatják meg, a kisebb méretű hangszereket a fogantyúszerű nyúlványánál fogva kézben tartva, a nagyobbakat párnaszerű alkalmatosságra fektetve. A mokugjo monoton ritmusa éberré, figyelmessé teszi használóját, ugyanakkor transzszerű, módosult tudatállapotot hoz létre. Különleges hangszíne kiemeli a szertartás szentségét.

## Története

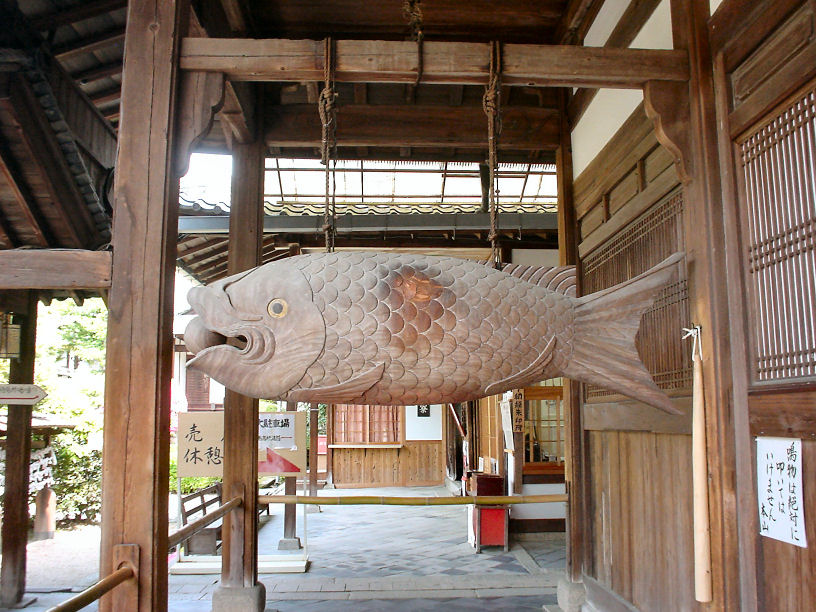
Gjoban egy japán templomban

A buddhista gyakorlatban a gömbölyű, üreges résdob megjelenése előtt egy másik hangkeltő eszközt neveztek fa-halnak, azaz mu-jü-nek, mokugjónak. Ez egy hosszúkás, hal formájúra kifaragott, üreges vagy tömör fatömb, amely szintén gyöngyöt jelképező golyót tart a szájában. Gyakran ezt a lényt is sárkányfejjel ábrázolják. Ez a fa-gong jellegű eszköz a kolostorokban a szerzetesek étkező helyisége elé van kifüggesztve; az étkezés idejét jelzik vele úgy, hogy egy hosszú, kalapácsszerű fejben végződő farúddal kongatnak, kopogtatnak rajta. A hangszer mai neve a gömbölyű, üreges résdobtól való megkülönböztetés végett gjoban (魚板 Hepburn: gyoban) vagy hó (梆 Hepburn: Hō).
A mai mokugjo kínai elődje, a mu-jü a Szung-dinasztia (960–1127) idején alakult ki. Japánban az óbaku iskola egyik alapítója, Jin-jüan Lung-csi (japán: Ingen Rjúki, 1592–1673) honosította meg. Ez a hangszer mind felépítésében, mind funkciójában jelentősen eltér a felfüggesztett, hal formájú hangkeltő eszköztől.
A mokugjo egyszerűbb formájú rokonhangszere, a koreai moktak 1940 körül „temple block” néven bekerült a nyugati műzene hangszerarzenáljába is. Kezdetben szórakoztatózenei együttesek ütőszekciójában kapott helyet, majd Benjamin Britten angol zeneszerző 1945-ben írt Változatok és fúga egy Purcell-témára című művében is megszólalt.

## Galéria

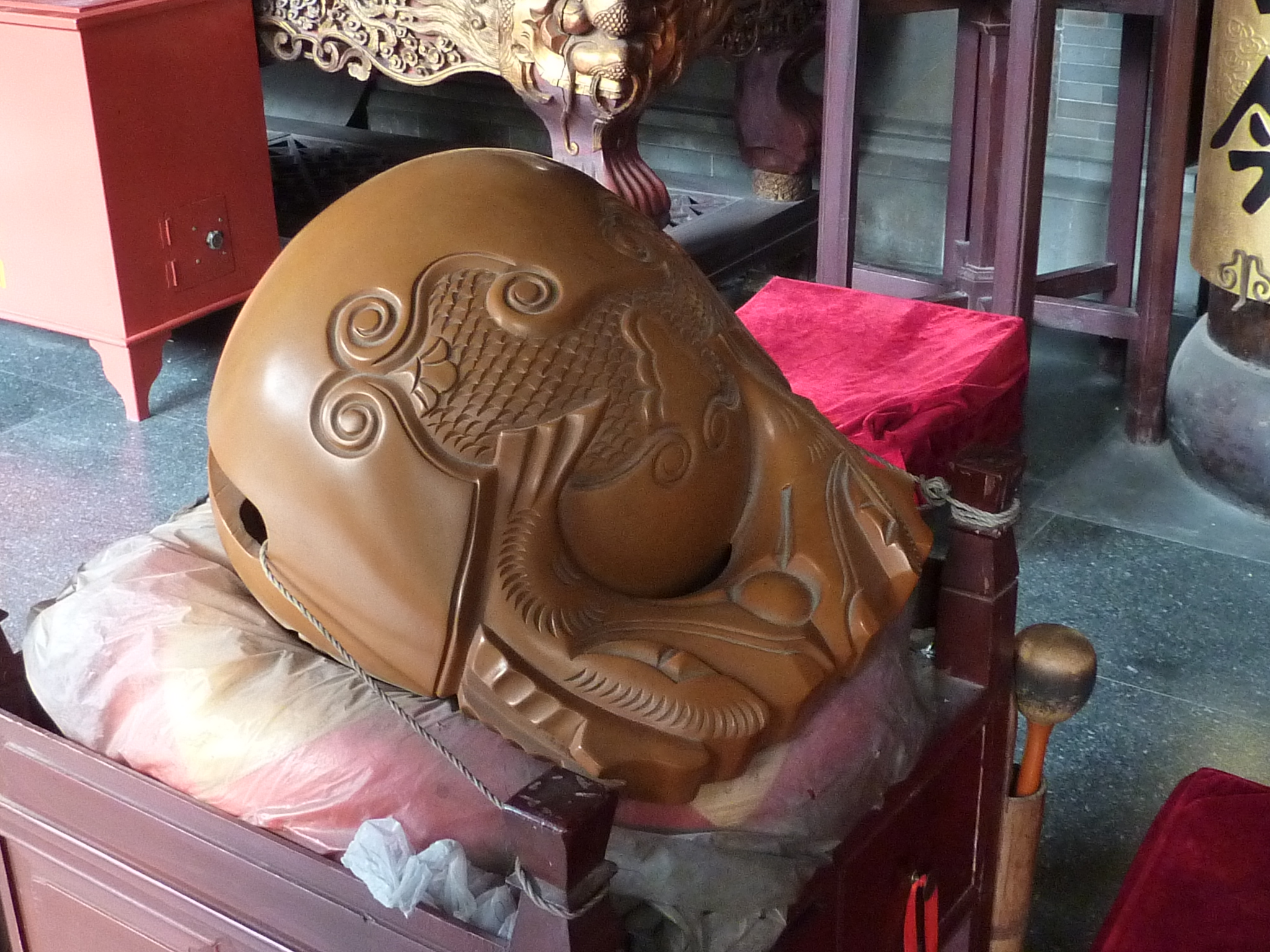
Kínai mu-jü
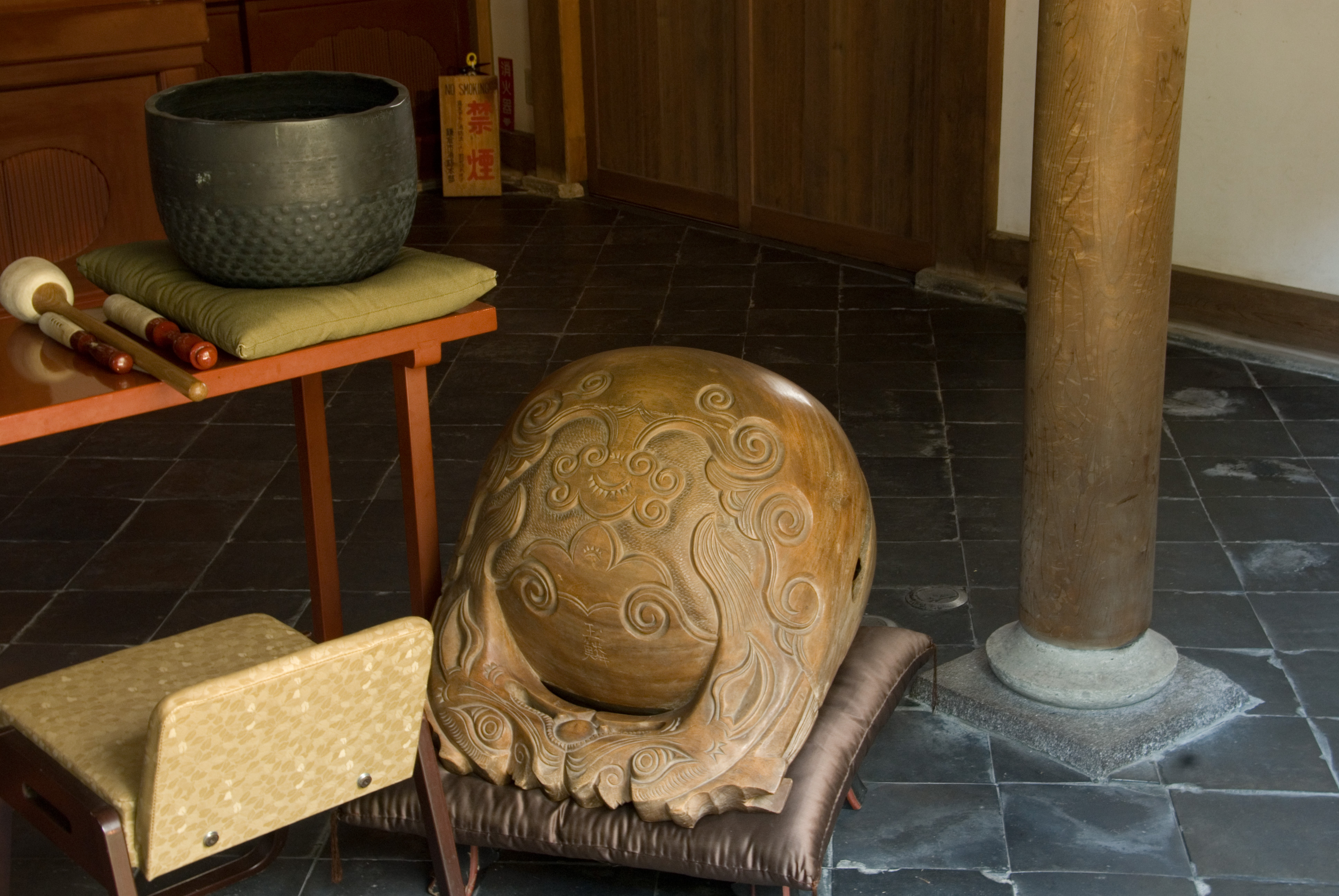
Japán mokugjo
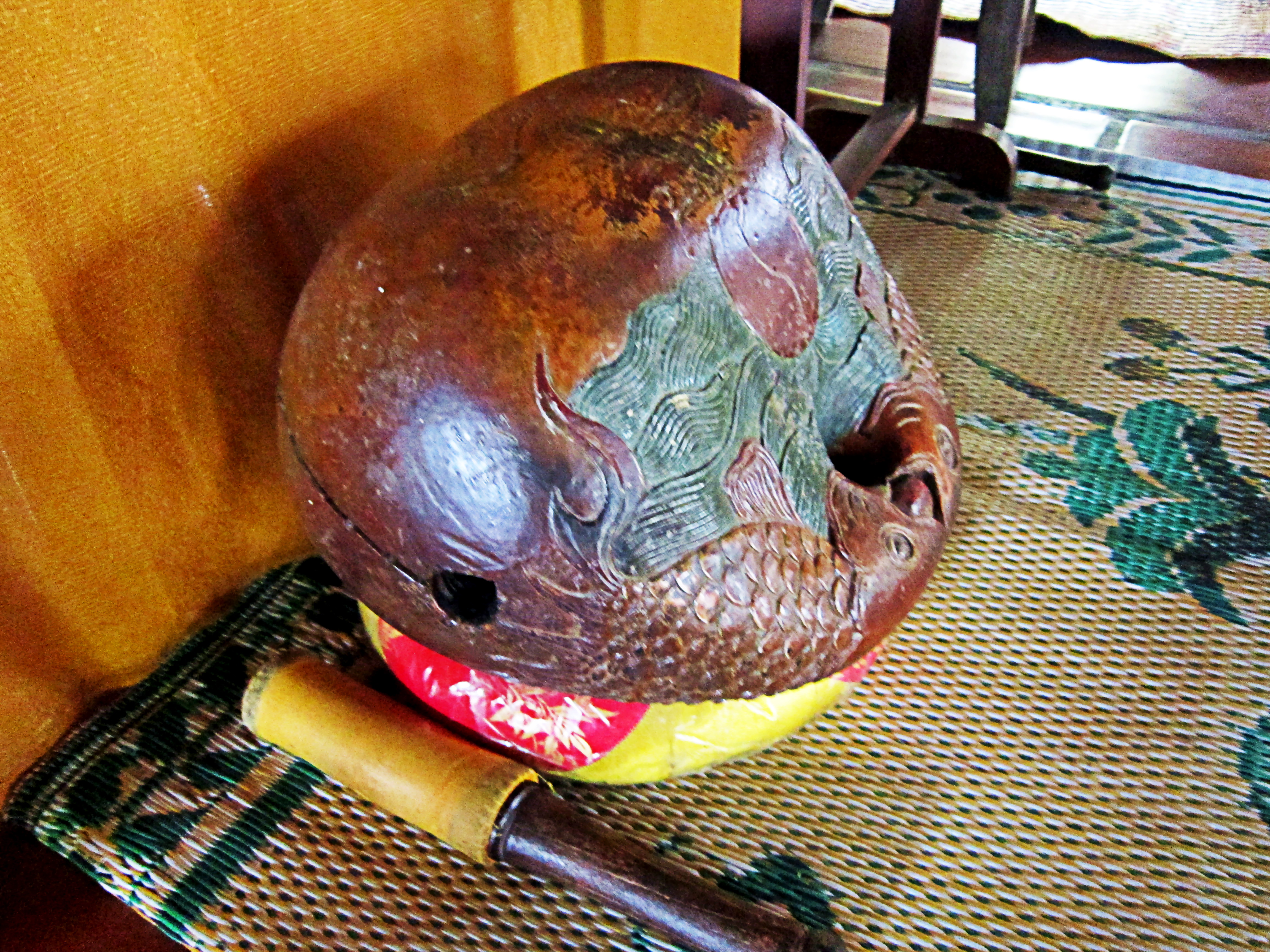
Vietnami Mộc ngư
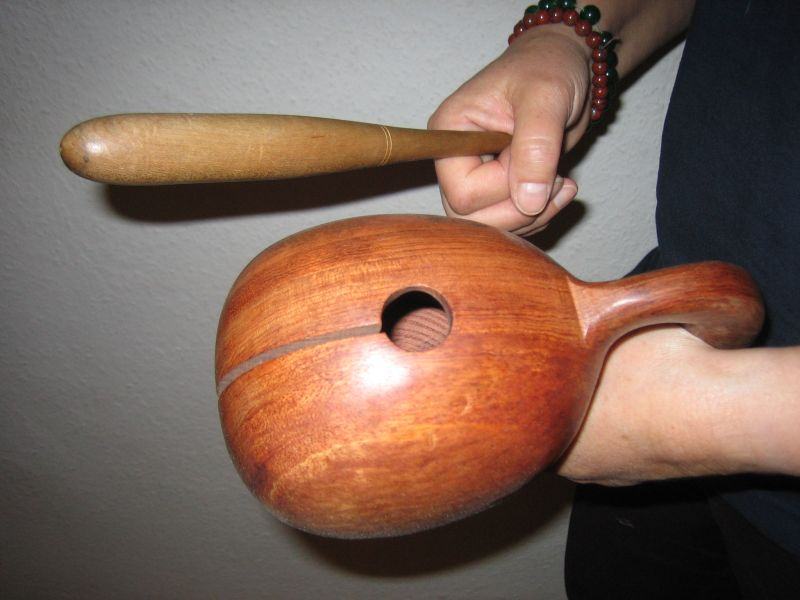
Koreai moktak
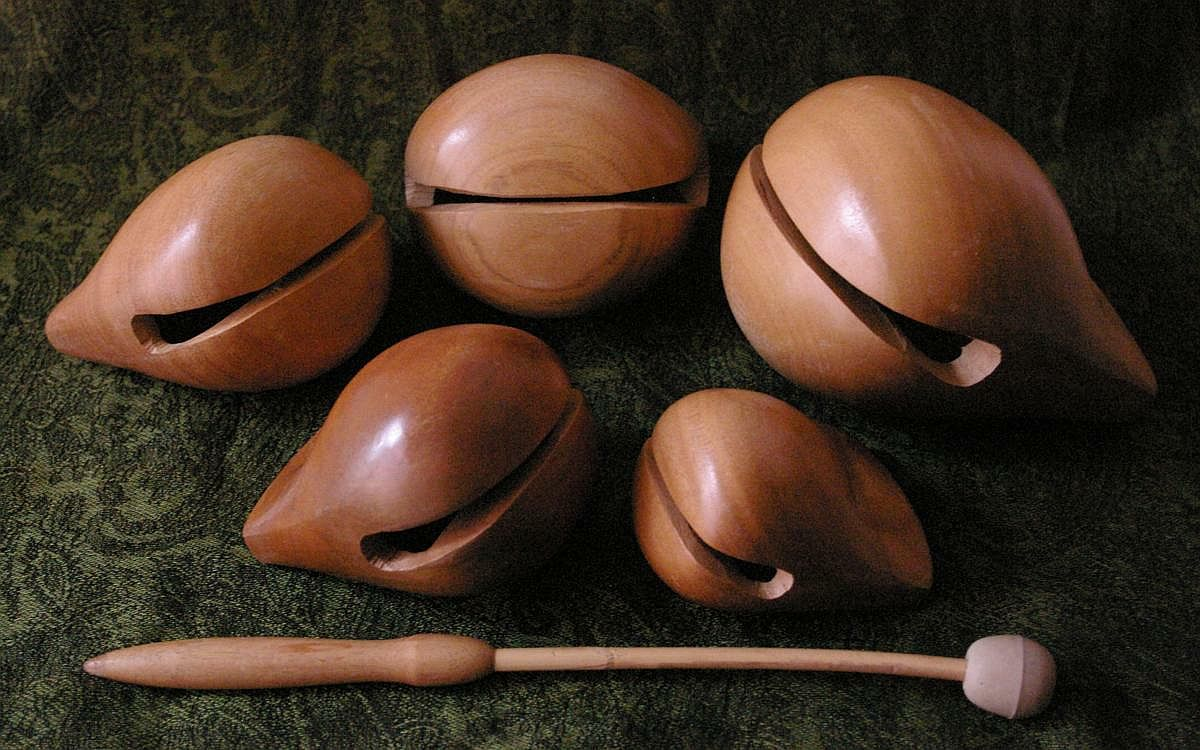
Modern temple block
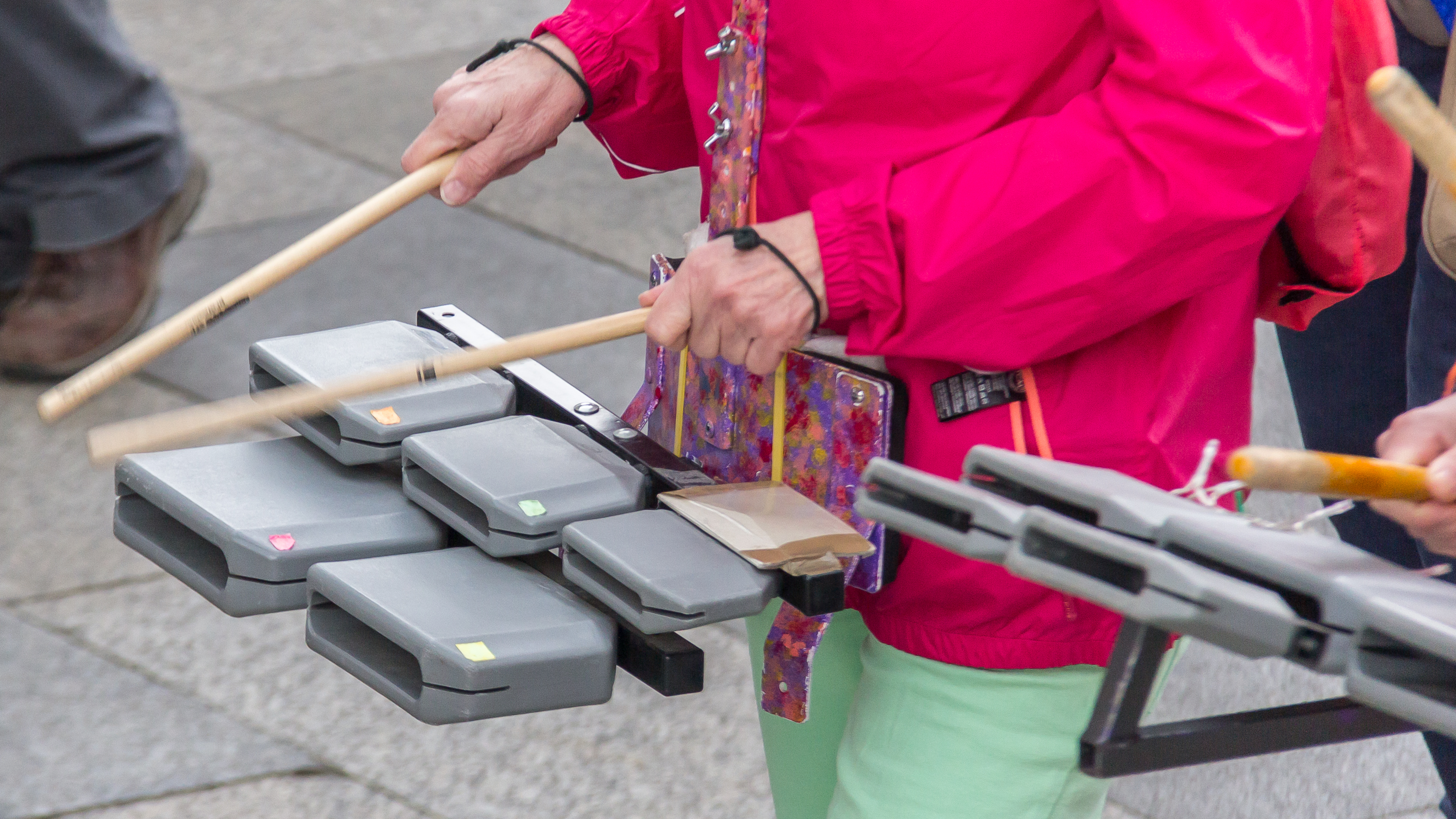
Még modernebb forma